# Syobon Action
Syobon Action (しょぼんのアクション?, Shobon no Akushon), noto anche con i nomi non ufficiali Cat Mario e Neko Mario, è un videogioco a piattaforme freeware pubblicato nel febbraio 2007. Contiene numerosi elementi che parodiano Super Mario Bros. di Nintendo. Il gioco è noto per la sua elevata difficoltà.

## Modalità di gioco
Il giocatore controlla un personaggio simile ad un gatto in dei livelli a scorrimento verso destra. Il gioco è diviso in quattro livelli, irti di trappole di ogni genere (blocchi nascosti, blocchi cadenti, buche che si aprono all'improvviso, nemici con sorprese tipo nuvole malefiche o nemici con punte in testa, power-up controproducenti e spuntoni nascosti) che rendono il gioco molto difficile da completare. Molti game designer hanno commentato che per completare il gioco è necessario pensare logicamente procedendo per tentativi.

## Sviluppo
Il gioco è stato ideato e programmato da "z_gundam_tanosii" in tre giorni, quand'era al college, ispirato dal videogioco The Big Adventure of Owata's Life ((人生ｵﾜﾀ＼(^o^)／の大冒険?, Jinsei Owata no Daibōken). Le musiche sono reinterpretazioni in MIDI di temi tratti da Super Mario Bros., o Super Mario Bros. 3, Cheetahmen II, Spelunker, Ghosts 'n Goblins e Puyo Puyo.

## Seguiti
Il gioco ha avuto tre seguiti, ideati dallo stesso autore: Syobon Action 2, 3, 4 e 3D. Tutti presentano un gameplay simile e difficoltà elevata.

## Altre versioni
Una versione open source di Syobon Action è stata distribuita sotto il nome Open Syobon Action. Questa versione è giocabile nelle piattaforme AmigaOS 4.1, Sega Dreamcast e Linux. Tramite Homebrew Channel, il gioco è stato commercializzato anche per Wii; quest'ultima versione aggiunge cinque nuovi livelli, ripresi dal sequel Syobon Action 2. Tramite Homebrew Loader il gioco ha ricevuto un porting anche per console della famiglia Nintendo 3DS.